# 富山県道60号入善朝日線
富山県道60号入善朝日線（とやまけんどう60ごう にゅうぜんあさひせん）は、富山県下新川郡入善町と朝日町を結ぶ主要地方道（富山県道）である。

## 概要
かつての旧北陸道→国道8号であり、国道8号朝日バイパスやあいの風とやま鉄道線とほぼ並行している。
富山県道108号舟見入善線との重複区間を含む起点付近は、主に入善町の市街地である入膳地区を縦断する。入膳地区から同町と隣接する朝日町との境を流れる二級河川小川までの区間は、さまざまな集落を横断しているが、集落内は幅員が狭まり、S字カーブが多くなっている。小川に架かる赤川橋を渡り、朝日町市街地である泊地区を北寄りに横断する。泊地区から宮崎地区にかけては、日本海に近接し、北陸本線および国道8号横尾トンネルおよび城山トンネルと並行している。
国道8号横尾トンネルおよび城山トンネルが自転車・歩行者通行禁止のため、国道8号の自転車・歩行者の迂回路としても機能している。

### 路線データ
- 起点：富山県下新川郡入善町入膳字西寺田3505の15（入善高校西交差点、国道8号交点）
- 終点：富山県下新川郡朝日町宮崎字九郎三郎作321の1（国道8号交点）

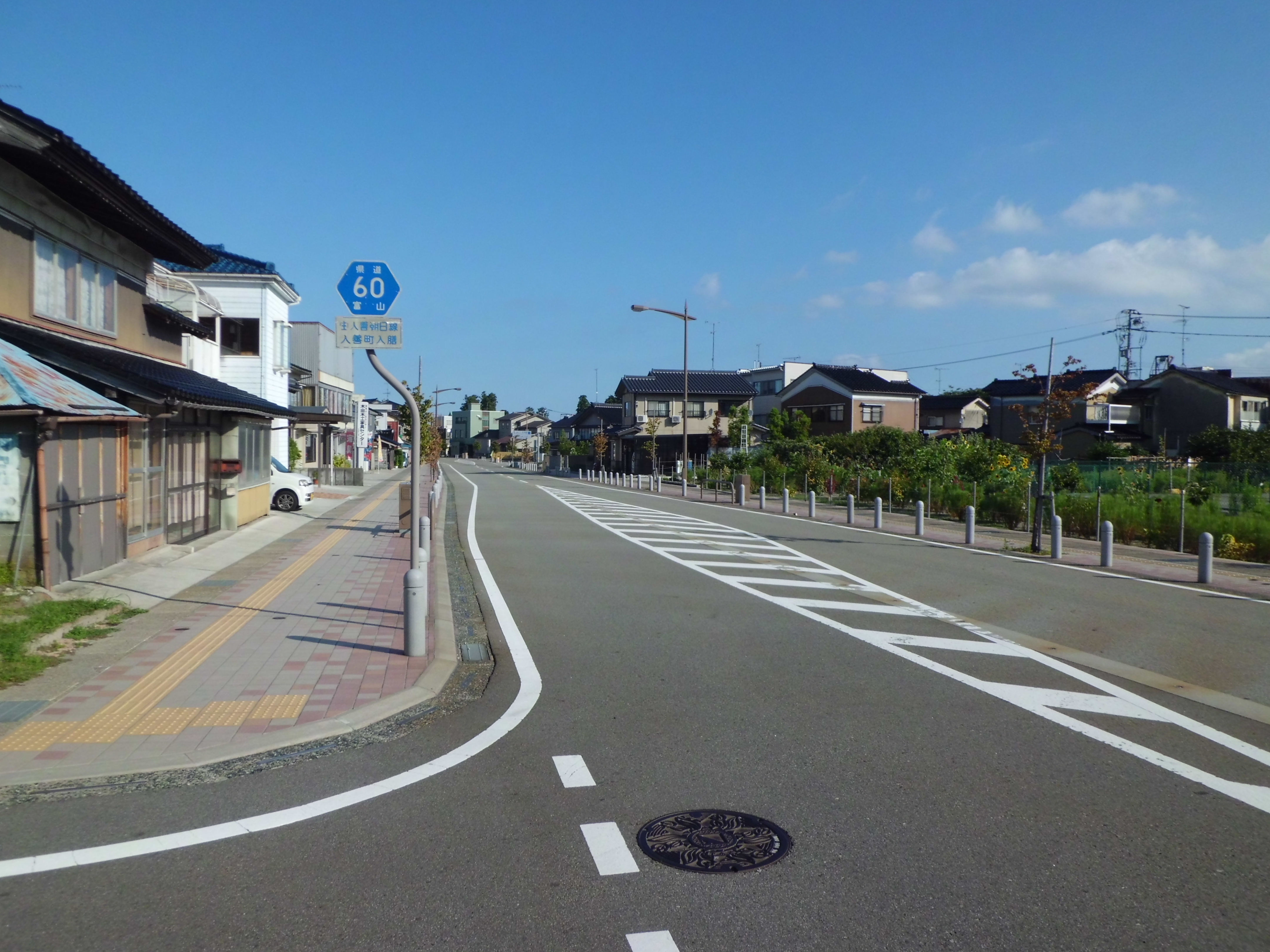
起点である入善高校西交差点より北西を望む

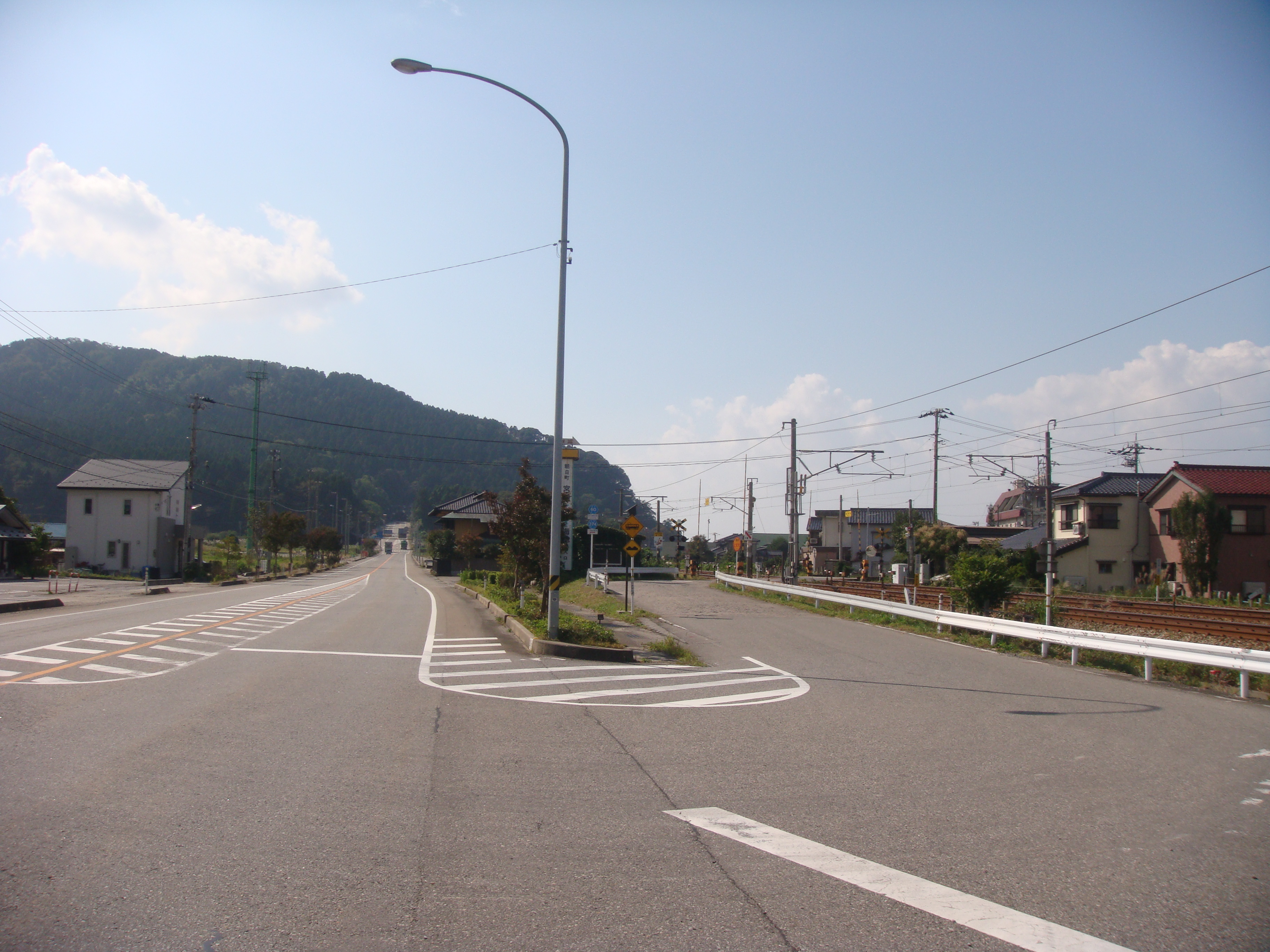
終点より朝日町宮崎地区を望む。左は国道8号、右の鉄道は北陸本線（当時）である。
（2011年（平成23年）10月撮影）

## 歴史
- 1967年（昭和42年）3月20日：一般県道宮崎入善線として路線認定。
- 1980年（昭和55年）時点での名称は『宮崎入善線』であった[1]。
- 1982年（昭和57年）
  - 4月1日 - 建設省（現・国土交通省）が一般県道宮崎入善線を入善朝日線として主要地方道に指定。
  - 12月23日 - 富山県が主要県道入善朝日線（整理番号60）を認定。
- 1993年（平成5年）5月11日：建設省から、主要県道入善朝日線がさを入善朝日線として主要地方道に再指定される[2]。
- 2015年（平成27年）3月25日：入善町古黒部 - 朝日町草野間（延長0.7km）バイパスが開通[3]。
- 2020年（令和2年）5月18日：入善町藤原 - 古黒部間（延長1.5 km）バイパスが全線開通[4]。

## 路線状況

### 重複区間
- 富山県道108号舟見入善線（下新川郡入善町入膳 地内）
- 富山県道374号境宮崎線（朝日町宮崎 地内）

## 地理

### 通過する自治体
- 下新川郡
  - 入善町
  - 朝日町

### 交差する道路
- 国道8号、富山県道63号入善宇奈月線（下新川郡入善町入膳・入善高校西交差点、起点）
- 富山県道108号舟見入善線（入善町入膳）
- 富山県道2号魚津生地入善線・富山県道117号上飯野入善停車場線（入善町入膳・入膳中町交差点）
- 富山県道106号北羽入入善線（入善町入膳）
- 富山県道109号藤原横山君島線（入善町君島）
- 富山県道107号小杉椚山新線（入善町椚山）
- 富山県道109号藤原横山君島線（入善町藤原）
- 富山県道101号大家庄東草野線（朝日町東草野）
- 富山県道102号山崎泊線（朝日町泊）
- 富山県道374号境宮崎線（朝日町宮崎）
- 国道8号（朝日町宮崎）